# 19 de maig
El 19 de maig és el cent trenta-novè dia de l'any del calendari gregorià i el cent quarantè en els anys de traspàs. Queden 226 dies per a finalitzar l'any.

## Esdeveniments
Països Catalans
- 1793 - Trullars (el Rosselló): L'exèrcit espanyol guanya la batalla del Masdéu durant la guerra Gran.
- 1904 - Barcelona: Comença a publicar-se per fulletons a la revista «Joventut» la novel·la Solitud, de Caterina Albert.[1]
- 1907 - Perpinyà (el Rosselló): s'hi esdevé una revolta de vinyaters.
- 1929 - Barcelona: inauguració a Montjuïc de l'Exposició Universal.[2]
- 1944 - Barcelona: Victòria dels Àngels debuta al Palau de la Música Catalana.
- 1960 - Barcelona: s'hi esdevenen els "Fets del Palau de la Música": la interpretació del Cant de la Senyera provoca mesures de repressió contra el catalanisme per part de les autoritats franquistes.[3]
- 1985 - Barcelona: es funda l'Agrupament d'Esbarts Dansaires.[4]
- 2004 - Everest: Núria Balagué i Maite Hernández, membres d'una expedició catalana exclusivament femenina, ascendeixen a l'Everest per la cara nord, i fan el cim.[5]

Resta del món
- 1672 - París: apareix la primera publicació periòdica legislativa: el Journal du Palais ou Recueil des principales décisions de tous les Parlemens et Cours Souveraines de France, impresa setmanalment i fins al 1674 per Denis Thierry i Jean Guignard; els responsables eren Gabriel Guéret i Claude Blondeau.
- 1780 - Nova Anglaterra (Estats Units): degut a la combinació del fum d'un incendi forestal, una boira i un dia ennuvolat, es viu a Nova Anglaterra el dia fosc de Nova Anglaterra.
- 1802 - França: Napoleó Bonaparte funda la Légion d'Honneur.[6]
- 1919 - Samsun (Anatòlia, costa del mar Negre): Mustafa Kemal Atatürk hi desembarca, començant el que després s'ha conegut com a Guerra d'Independència Turca.
- 1991 - Croàcia: els croats voten a favor de la independència en un referèndum.
- 2018 - Windsor (Anglaterra): el príncep Harry i Meghan Markle es casen.

## Naixements
Països Catalans
- 1903 - Barcelona: Josefina Tàpias, actriu catalana de teatre i de cinema, de dilatada carrera (m. 1988).[7]
- 1942 - Barcelona: Joaquima Alemany i Roca, advocada i política catalana, senadora i diputada al Congrés i al Parlament de Catalunya.[8]
- 1946 - Vilanova i la Geltrú, el Garraf: Pere Tàpias, cantautor, gastrònom i locutor de ràdio català (m. 2017).[9]
- 1947 - Barcelona: Mercè Company i González, escriptora de llibres infantils i juvenils.[10]
- 1956 - Barcelona: Anna Pujol Rius, practicant i regatista de patí de vela catalana.[11]
- 1971 - Badalona, el Barcelonès: Lídia Heredia i Soler, periodista catalana.

Resta del món
- 701 - Chengdu, província de Sichuan (Xina): Li Bai, Li Po o Li Tai Po (en xinès: 李白, en pinyin: Lǐ Bái o Lǐ Bó) (701 – 762) poeta xinès. Va formar part del grup dels "8 immortals de la copa de vi", un grup de poetes amants de la disbauxa. Va viure durant la dinastia Tang, edat d'or de la cultura xinesa i se'l considera un dels millors poetes xinesos (m. 762).[12]

- 1794 - Dublín: Anna Brownell Jameson, escriptora britànica i historiadora de l'art.[13]
- 1797 - Palau de Queluz (Portugal), Maria Isabel de Portugal, reina consort d'Espanya entre 1816 i 1818, pel seu matrimoni amb Ferran VII d'Espanya.
- 1834 - Stadtsulza: Carl Müllerhartung, compositor i director d'orquestra alemany.[14]
- 1861 - Melbourne: Nellie Melba, cantant d'òpera australiana (m. 1931).[15]
- 1879 - Danville, Virginia: Nancy Astor, política britànica, primera dona a ocupar un escó en la Cambra dels Comuns del Parlament Britànic (m.1964).[16]
- 1890 - Nghệ An, Indoxina francesa: Ho Chi Minh, líder polític i revolucionari vietnamita (m. 1969).[17]
- 1896 -Santiago de Xile: Jorge Alessandri Rodríguez, enginyer, polític i empresari xilè, fill de l'expresident Arturo Alessandri Palma. Va ser President de la República de Xile entre 1958 i 1964. (m. 1986).[17]
- 1898 - State College, Pennsilvània: Mary Louisa Willard, científica forense reconeguda internacionalment (m.1993).[18]
- 1904 - Westerham, Kent, Anglaterra: Anthony Bushell, actor i director de cinema britànic.
- 1912 - Szilasbalhàs, Budapest: Kati Horna, fotògrafa anarquista que treballà com a artista surrealista i com a fotoperiodista (m. 2000).[19]
- 1914 - Viena, Imperi Austrohongarès: Max Ferdinand Perutz, químic, Premi Nobel de Química de l'any 1962 (m. 2002).[20]
- 1925 - Prek Sbauv, Cambodja: Pol Pot, general i polític cambodjà, 29è Primer Ministre de Cambodja (m. 1998).[17]
- 1925 - Omaha, Nebraska: Malcolm X, orador, ministre religiós i activista nord-americà (m. 1965).[17]
- 1932 - París, França: Elena Poniatowska, escriptora, activista i periodista mexicana, Premi Cervantes 2013.[21]
- 1933 - Madrid: José Luis Abellán García-González, historiador de la filosofia espanyol.
- 1935 - Jerez de la Frontera̠ː Teresa Rivero, primera dona presidenta d'un club de futbol de Primera Divisió, el Rayo Vallecano.[22]
- 1941 - Nova York, EUA: Nora Ephron, productora, guionista i directora de cinema nord-americana.[23]
- 1943 - Melbourne: Helen Quinn, física teòrica nascuda a Austràlia.[24]
- 1944 - Barnes (Londres), Anglaterra: Peter Mayhew, actor conegut pel seu paper de Chewbacca a la saga de la Guerra de les Galàxies (m. 2019).
- 1945
  - Granada, Andalusia, Espanya: Manel Pousa Engroñat, pare Manel, sacerdot català conegut pel seu treball social (m. 2020).[25]
  - Chiswick, West London: Pete Townshend, músic, membre fundador, líder i principal compositor dels Who.[26]
- 1948 - Spanish Town, Jamaica: Grace Jones, cantant, compositora, supermodel, productora i actriu jamaicana.[27]
- 1951 - Queens, Nova York (EUA): Joey Ramone, membre fundador del grup The Ramones i pioner del punk rock (m. 2001).[28]
- 1956 - Barakaldo, País Basc, Espanya: José Ramón Alexanko Ventosa, conegut al món del futbol com a Alexanko, futbolista basc retirat.

## Necrològiques
Països Catalans
- 1396 - Foixà, Empordà: Joan I, "el Caçador", rei de la Corona d'Aragó. (n. 1350).
- 1952 - València: Agustín Trigo Mezquita, farmacèutic, industrial i polític valencià, alcalde de València el 1931 (n. 1863).
- 1971 - Barcelona: Ferran Soldevila i Zubiburu, historiador i escriptor català (n. 1894).[29]
- 1974 - Sabadell: Antoni Llonch i Gambús, industrial tèxtil i alcalde sabadellenc (n. 1915).[30]
- 1985 - Palma, Mallorca: Alfredo Mayo, actor català.
- 1986 - València: Joan Martínez Bàguena, compositor valencià, especialment de música per a l'escena (n. 1897).
- 2007 - Hondarribia: Genoveva –Eva– Forest i Tarrat, escriptora i editora d'origen català (n. 1928).[31]

Resta del món
- 1536 - Torre de Londres, Anglaterra: Anna Bolena, reina consort d'Anglaterra.[32]
- 1825 - Paris, França: Claude-Henri de Rouvroy, comte de Saint-Simon, pensador i sociòleg francès (n. 1760).[33]
- 1864 - Plymouth, Nou Hampshire, Estats Units: Nathaniel Hawthorne, novel·lista i contista estatunidenc (n. 1804).[34]
- 1895 - Dos Ríos (Cuba): José Martí Pérez, també conegut pels cubans com «L'apòstol», fou un polític, pensador, periodista, filòsof, poeta i maçó cubà d'origen valencià, creador del Partit Revolucionari Cubà (n. 1853).[35]
- 1898 - Hawarden, Gal-les: William Ewart Gladstone, polític gal·lès, Primer Ministre del Regne Unit (n. 1809).[36]
- 1935 - Bovington Camp, Dorset (Anglaterra): T. E. Lawrence, funcionari britànic, conegut com a Lawrence d'Aràbia (n. 1888).[17]
- 1948, Mèxic: Julia Álvarez Resano, mestra, advocada, política socialista navarresa (n.1903).[37]
- 1954 - Nova York (USA): Charles Ives, compositor estatunidenc (n. 1874).[38]
- 1955 - Madrid: Concha Espina, escriptora espanyola.[39]
- 1962 - Murnau am Staffelsee, Alemanya: Gabriele Münter, pintora alemanya del moviment expressionista alemany (n. 1877).[40]
- 1963 - Califòrnia, Estats Unitsː Margarete Matzenauer, soprano-contralt hongaresa (n. 1881).[41]
- 1969 - Nova York (els EUA): Coleman Hawkins, saxofonista de jazz, swing i bebop estatunidenc (n. 1904).[42]
- 1973 - Ciutat de Mèxic: Carles Parès i Guillèn, metge cirurgià català (n. 1907).[43]
- 1994 - Nova York: Jacqueline Kennedy, primera dama dels EEUU pel seu matrimoni amb J. F. Kennedy (n.1929).[44]
- 1998 - Moriyama (Japó): Sōsuke Uno (宇野宗佑 Uno Sōsuke,) polític japonès i 47é Primer Ministre del Japó des del 3 de juny de 1989 fins al 10 d'agost de 1989 (n. 1922).
- 2009 - Seattle, Washington (EUA): Robert Francis Furchgott, farmacòleg i bioquímic estatunidenc, Premi Nobel de Medicina o Fisiologia de l'any 1998 (n. 1916).[45]
- 2014 - Colònia: Franz-Paul Decker, director d'orquestra alemany de nacionalitat canadenca (n. 1923).[46]

## Festes i commemoracions

### Santoral

#### Església Catòlica
- Sants al Martirologi romà (2011): Dunstà de Canterbury, bisbe; Iu de Kermartin, patró de Bretanya; Celestí V, papa i fundador de la Congregació Benedictina dels Celestins; Crispí de Viterbo, caputxí; Calòger i Parteni de Roma, màrtirs; Urbà I, papa; Adolf de Cambrai, bisbe; Teòfil de Corte, franciscà cors; Maria Bernarda Bütler, fundadora de les Franciscanes Missioneres de Maria Auxiliadora.
  - Beats al Martirologi: Humiliana de Florència, terciària franciscana; Agostino Novello; Juan de Cetina i Pedro de Dueñas, franciscans màrtirs a Granada; Peter Wright, màrtir; Jean-Baptiste-Xavier Loir, sacerdot màrtir; beat Juan de Santo Domingo Martínez, dominic màrtir al Japó (1619); Rafael Lluís Rafiringa, lassal·lià; Jozef Czempiel, sacerdot màrtir; Pina Suriano, laica.
- No inclosos al Martirologi:
  - Sants Pudent de Roma; Pudenciana de Roma, màrtir llegendària; Evoni d'Issoire;
  - Beats Alcuí de York, monjo; Hans Wagner, eremita.
  - Venerats a l'Orde de la Mercè: beat Lope de Sagra.

#### Església Copta
- 24 Baixans: Entrada de Crist a Egipte (festa menor); Habacuc, profeta; Baixuna de Scetes (1164).